# ویل باکلی (بازیکن فوتبال)
ویل باکلی (انگلیسی: Will Buckley؛ زادهٔ ۲۱ نوامبر ۱۹۸۹) یک بازیکن فوتبال اهل بریتانیا است.